# Garo (etnia)

Bandera atribuida a los Garo o Achik.

Garo es el nombre de un grupo étnico del estado de Meghalaya, en la India, conocido también como Achik.
Los Achik (Garo) y los Khasis-Jaintia (Hynniewtrep) de Meghalaya comenzaron sus reclamaciones para un estado separado en los años ochenta. Una de las primeras organizaciones fue el Hynniewtrep Achik Liberation Council (HALC), pero cuando se fraccionó en 1992, las dos etnias formaron organizaciones diferentes: representando a Khasis y Jaintias de Meghalaya el Hynniewtrep National Liberation Council (HNLC), dirigido por Julius K Dorphang; y el Achik Liberation Matgrik Army (ALMA), que luchaba por un estado de Garoland para los Garos.
La mayoría de los militantes de ALMA se rindieron en 1994 pero una parte se reorganizó y creó el Achik National Volunteer Council (ANVC) en diciembre de 1995 con la intención de crear un estado llamado Achikland en los Montes Garo de Meghalaya y en parte de los distritos de Kamrup y Goalpaa en Asam, donde los Achik o Garo son mayoría. Están dirigidos por Dilash R. Marak y su cuartel general está en Cheram en los Montes Garo. Están aliados al Nagaland Socialist Council of Nagalim (IM), al National Democratic Front of Bodoland y al United Liberation Front of Assam, y hasta ahora ha rechazado las invitaciones al diálogo. 
Otro grupo procedente del ALMA formó el People’s Liberation Front of Meghalaya (PLF-M) o Achik National Council (ANC), aliado sin embargo al ANVC. La bandera Achik podría ser la bandera reportada por Minahan en su libro "Nations witouth state". Una foto de un acto público relacionado con los Garos-Achik muestra una pancarta donde los tres colores se utilizan.
Finalmente otra organización, el Garo National Council, sólo reclama un estado de Garoland en los distritos Garos de Maghalaya.
- Datos: Q532916
- Multimedia: Garo people / Q532916